# 鯉のはなシアター
『鯉のはなシアター』（こいのはなシアター）は、2014年3月22日から広島ホームテレビで放送されているテレビ番組、および、小説、劇場公開映画。2018年4月9日から月1回月曜ゴールデン（19:00 - 19:55）での放送を開始。また、支配人桝本壮志により同名タイトルで書き下ろしで小説化（2017年5月20日発売）され、それを原作に時川英之監督により同名タイトルで映像化され2018年4月21日の第10回沖縄国際映画祭にて初上映、2018年9月7日広島先行（イオンシネマ広島、イオンシネマ広島西風新都）で劇場公開、その後、順次全国公開予定、また、劇場鑑賞券の売り上げの一部が「平成30年7月豪雨災害 被災者支援」義援金として寄付される。
テレビ番組『鯉のはなシアター』は、新型コロナウイルス感染拡大の影響で2020年2月10日放送後一時中断し、2021年2月10日から再開。ローカルセールス枠の移動により、原則月1回水曜18:50 - 20:00の放送となる。

## 概要
「とある架空の映画館。オープンは水曜日の深夜だけ。スクリーンに映し出されるのは、広島東洋カープと広島にまつわる知られざるドラマ。
訪れるのは広島ゆかりの著名人たち。今宵も、珠玉の一話が幕を開けます…。」という設定で木曜未明に2014年から2017年11月9日まで第1章として放送。
番組タイトルロゴマークは公募により決定。
支配人桝本壮志とゲストによる「【鯉のはなシアター】アフタートーク」をYouTube（広島ホームテレビ公式チャンネル HOMETV05）で公開している。
2016年1月25日、「#67 ～広島ホームテレビ開局45周年記念～ 鯉のはなシアター拡大版 カープ選手と家族の絆スペシャル」をゴールデンタイムに1時間番組で放送。
2018年4月9日から第2章として月1回、月曜よる7時に放送開始。
2018年4月21日、第10回沖縄国際映画祭でシネドラマ『鯉のはなシアター』（監督：時川英之）として映像化初上映。

## 出演者
- 支配人：桝本壮志
- ゲスト

### 土曜未明 時代
| 放送日         | 放送回                                                                        | ゲスト                                                  |
| -------------- | ----------------------------------------------------------------------------- | ------------------------------------------------------- |
| 2014年3月22日  | #1 「野村謙二郎と伝説の男の秘話」                                             | 谷原章介                                                |
| 2014年4月 5日  | #2 「カープに人生を捧げた育ての母」～ほっておけない！元祖カープ女子の心意気～ | 谷原章介                                                |
| 2014年4月12日  | #3 「盗塁王の脚に眠る不屈のドラマ」                                           | 堂珍嘉邦                                                |
| 2014年4月19日  | #4 「ミスター赤ヘル誕生の影にもう一人の廿高出身者」                           | 堂珍嘉邦                                                |
| 2014年5月 3日  | #5 「さらば市民球場 ヨシヒコ別れの言葉」                                      | 秋野暢子                                                |
| 2014年5月10日  | #6 「カープの未来のために身代わりになった男」                                 | 秋野暢子                                                |
| 2014年5月17日  | #7 「無口な選手会長の熱きチーム愛」                                           | 島谷ひとみ                                              |
| 2014年5月24日  | #8 「栄冠手にするその日は近い！～それ行けカープ誕生秘話～」                   | 島谷ひとみ                                              |
| 2014年6月 7日  | #9 「前田健太をカープに！職人スカウトの熱き想い」                             | 徳井義実(チュートリアル)                                |
| 2014年6月21日  | #10 「背番号に息づくチームメイトとの誓い」                                    | 徳井義実(チュートリアル)                                |
| 2014年7月 5日  | #11 「高2でプロになった男の巨人キラー人生」                                   | 和田まあや(乃木坂46)                                    |
| 2014年8月 2日  | #12 『はだしのゲン』の中の広島カープ                                          | 和田まあや(乃木坂46)                                    |
| 2014年8月 9日  | #13 「明日に向かって吹け！鯉のメロディ」                                      | 風見しんご                                              |
| 2014年8月16日  | #14 「スカウトの神様の 特別な2つの夏」                                        | 風見しんご                                              |
| 2014年8月23日  | #15 「光に満ちた213勝投手 影の人間秘話」                                      | 尾関高文(ザ・ギース)、北別府学(カープOB)                |
| 2014年9月 6日  | #16 「赤ゴジラが支え 支えられた鯉夫婦との絆」                                 | 東ちづる                                                |
| 2014年9月13日  | #17 「ミスターが鯉の4番に託した無言の教え」                                   | 東ちづる                                                |
| 2014年9月20日  | #18 「病魔と闘い続けウイニングボールを掴んだ男」                              | 水田わさび                                              |
| 2014年10月 4日 | #19 「元カープの誇りを胸にネクタイを締めた一期生」                            | 水田わさび                                              |
| 2014年10月11日 | #20 「東京でカープ優勝を一心に信じた女傑」                                    | 竹原慎二                                                |
| 2014年10月18日 | #21 「ファンの道を極めた名物応援団長」                                        | 竹原慎二                                                |
| 2014年10月25日 | #22 「中学生プロと呼ばれた鯉の孤高の決断（ジャッジ）人生」                    | 尾関高文(ザ・ギース)                                    |
| 2014年11月 1日 | #23 「浅井と前田 不器用な同期 赤き24年間」                                    | 宇梶剛士                                                |
| 2014年11月15日 | #24 「カープ最大の消滅危機を救った19才」                                      | 宇梶剛士                                                |
| 2014年11月22日 | #25 「エース佐々岡を創り上げた母子の約束」                                    | 宇治原史規(ロザン)                                      |
| 2014年12月 6日 | #26 「涙の別れを乗り越えた 足のスペシャリスト」                               | 宇治原史規(ロザン)                                      |
| 2014年12月13日 | #27 「中東直己と赤き球場 ～時を越えた30年の想い～」                           | うえむらちか                                            |
| 2014年12月20日 | #28 「遥か14,000km 2年越しで掴んだ夢」                                        | うえむらちか                                            |
| 2015年1月17日  | #29 「黄金期を創った男 忘れぬ赤き記憶」                                       | 佐藤寿人(当時サンフレッチェ広島、後に名古屋グランパス） |
| 2015年1月24日  | #30 「生きた教材となった鉄腕の流転人生」                                      | 佐藤寿人(当時サンフレッチェ広島、後に名古屋グランパス） |
| 2015年2月 7日  | #31 「カープを愛した 戦争に翻弄された島」                                     | 岸田繁(くるり)                                          |
| 2015年2月14日  | #32 「代打コージ？ミスター赤ヘル魂の献身」                                    | 岸田繁(くるり)                                          |
| 2015年2月21日  | #33 「真価の2年目へ 優しき30番の熱き球道心」                                  | 公開収録                                                |
| 2015年3月 7日  | #34 「44年の絆 南国の名物ラーメン店とカープ」                                 | 麻生夏子                                                |
| 2015年3月14日  | #35 「黄金期を創った もう一人の背番号8」                                      | 麻生夏子                                                |
| 2015年3月21日  | #36 「忘れない 緒方孝市28年間の約束」                                         | 麻生夏子                                                |

### よなよなテレビ・木曜未明 時代
| 放送日         | 放送回                                                                                       | ゲスト |
| -------------- | -------------------------------------------------------------------------------------------- | --- |
| 2015年4月23日  | #37 「赤き魂を宿した 青い目のサムライ」                                                      | 鞘師里保(当時 モーニング娘。)                                                                                         |
| 2015年4月30日  | #38 「蘇る幻の映像！カープとヒロシマを撮り続けた医師」                                       | 鞘師里保(当時 モーニング娘。)                                                                                         |
| 2015年5月 7日  | #39 「そして赤き陽はまた昇る 常昇魂を宿した26番」                                            | 森本ケンタ |
| 2015年5月14日  | #40 「約束の復活！V1戦士を蘇らせた笑顔の島」                                                 | 森本ケンタ |
| 2015年5月21日  | #41 「応援歌を創り続けてきた無名作曲家 20年の献身」                                          | 森本ケンタ |
| 2015年5月28日  | #42 「今こそ語ろう... 青き目の将と赤き心の主砲のはなし(秘話)」                               | 公開収録 |
| 2015年6月 4日  | #43 「日本一のファンを目指せ 鯉と共に生きる男たちの足あと」                                  | ラフレクラン |
| 2015年6月11日  | #44 「鉄人誕生前夜 衣笠を社会人に変えた男たち」                                              | ラフレクラン |
| 2015年6月18日  | #45 「特別編・母校巡り 岩本貴裕と広島商業」                                                  | 桝本壮志 |
| 2015年6月25日  | #46 「戦後70年 2つの"復興"に生きた沖縄の星」                                                 | ゴッホ向井ブルー |
| 2015年7月 2日  | #47 「あの夏 あの涙 一球の重みを知る鯉の7番」                                                | 公開収録 |
| 2015年7月 9日  | #48 「子供達もカープを支えた グッズ第一号に眠る秘史」                                        | 乃木坂46(中元日芽香・和田まあや)                                                                                      |
| 2015年7月16日  | #49 「ヒロシマにプロ野球あり！海を越えたカープ魂」                                           | 奥田民生 |
| 2015年7月23日  | #50 「炎のストッパー津田恒実が愛し愛された故郷」                                             | 奥田民生 |
| 2015年7月30日  | #51 「三村敏之と緒方孝市 赤き遺伝子」                                                        | 緒方かな子 |
| 2015年8月13日  | #52 「被爆者から憧れのカープ選手になった市民」                                               | 緒方かな子 |
| 2015年8月27日  | #53 「赤き賛歌『宮島さん』に息づく100年ばなし」                                              | 公開収録 |
| 2015年9月 3日  | #54 「特別編・母校巡り② 新井と中東を育てた県工」                                             | 桝本壮志 |
| 2015年9月10日  | #55 「元祖ゴジラ 40年の時を越えた秘話」                                                      | 杉原杏璃 |
| 2015年9月17日  | #56 「赤き言魂(ことだま)を宿した異色トレーナー」                                             | 杉原杏璃 |
| 2015年9月24日  | #57 「支配人の館へ 鯉のはなシアター裏側公開SP」                                              | |
| 2015年10月 1日 | #58 「今からでも間に合う！鯉のベタばなシアター『八人の侍』」                                 | 中島尚樹 |
| 2015年10月 8日 | #59 「今からでも間に合う！鯉のベタばなシアター『たる募金』」                                 | 中島尚樹 |
| 2015年10月15日 | #60 「ファインダー越しに見つめた2015年の鯉たち」                                             | じろう(シソンヌ) |
| 2015年10月22日 | #61 「赤ヘル軍団を仕掛けた元サッカー日本代表」                                               | 西脇彩華(9nine) |
| 2015年10月29日 | #62 「2週連続SP 競輪選手になった3人の鯉戦士 前編」                                           | 大下容子(テレビ朝日アナウンサー)                                                                                      |
| 2015年11月 5日 | #63 「2週連続SP 競輪選手になった3人の鯉戦士 後編」                                           | 大下容子(テレビ朝日アナウンサー)                                                                                      |
| 2015年11月12日 | #64 「カープ一筋52年 赤き現役トレーナー半世紀のドラマ 前編」                                 | 小林克也 |
| 2015年11月19日 | #65 「カープ一筋52年 赤き現役トレーナー半世紀のドラマ 後編」                                 | 小林克也 |
| 2015年11月26日 | 「第1回 紅白カープソング歌合戦」                                                             | 齊藤悠葵(カープOB) |
| 2016年1月21日  | #66 「日南の風を変えた人情男 勇ちゃん」                                                      | AKB48(チーム8)広島県代表・谷優里                                                                                      |
| 2016年1月25日  | #67 ～広島ホームテレビ開局45周年記念～ 鯉のはなシアター拡大版 カープ選手と家族の絆スペシャル | 谷原章介、緒方かな子                                                                                                  |
| 2016年1月28日  | #68 「母よありがとう 背番号24を育てた親子愛」                                                | 谷原章介、緒方かな子                                                                                                  |
| 2016年2月 4日  | #69「浩二と衣笠 初優勝が生んだチーム愛」                                                     | 谷原章介、緒方かな子                                                                                                  |
| 2016年2月11日  | #70 「197勝のエースを取り返した女性後援会長」                                                | 山中秀樹 |
| 2016年2月18日  | #71 「世界の王ともう一羽のフラミンゴ」                                                       | 山中秀樹 |
| 2016年2月25日  | #72 「声を力に 鯉の殿を担う若き右腕」                                                        | 公開収録 |
| 2016年3月 3日  | #73 「赤ヘル野球を齎した160cmの助っ人」                                                      | 石田敦子(漫画家) |
| 2016年3月10日  | #74 「漫画家たちが描き続けた鯉の歴史」                                                       | 石田敦子(漫画家) |
| 2016年3月17日  | #75 「特別編・母校巡り③ 江草仁貴と盈進」                                                     | 桝本壮志 |
| 2016年3月24日  | #76 「鯉の一番長い日(初優勝)を実況した男」                                                   | 榮真樹・廣瀬隼也(広島ホームテレビアナウンサー)                                                                        |
| 2016年3月31日  | #77 「18から19番へ 野村祐輔赤き想い」                                                        | 岸田繁(くるり) |
| 2016年4月 7日  | #78 「大野寮から鯉を見つめて①～道原裕幸～」                                                  | ロザン(菅広文・宇治原史規)                                                                                            |
| 2016年4月14日  | #79 「大野寮から鯉を見つめて②～山田良枝～」                                                  | ロザン(菅広文・宇治原史規)                                                                                            |
| 2016年4月21日  | #80 新企画「鯉たちの想い出の場所へ～鈴木将光～」                                             | |
| 2016年4月28日  | #81 「甦る鯉 6人の赤き助っ人」                                                               | 公開収録 |
| 2016年5月12日  | #82 「江夏と大野 赤き師弟愛 前編」                                                           | 公開収録 |
| 2016年5月19日  | #83 「江夏と大野 赤き師弟愛 後編」                                                           | 公開収録 |
| 2016年5月26日  | #84 「HR王にして三振王 ランスの真実」                                                        | 石野理子(アイドルネッサンス)                                                                                          |
| 2016年6月 2日  | #85 「負けてたまるか！若鯉を育てた比治山の青春」                                             | 石野理子(アイドルネッサンス)                                                                                          |
| 2016年6月 9日  | #86 「カープに満塁で敬遠された悲運の鯉」                                                     | 南一誠 |
| 2016年6月16日  | #87 「特別編・母校巡り④ 永川勝浩と広島新庄」                                                 | 桝本壮志 |
| 2016年6月23日  | #88 「中田廉と前田健太 15年秘話」                                                            | 小沢一敬(スピードワゴン)                                                                                              |
| 2016年6月30日  | #89 「一通の手紙が語る 黒田博樹とファンの絆」                                                | 小沢一敬(スピードワゴン)                                                                                              |
| 2016年7月 7日  | #90 「鯉たちの思い出の場所へ～齊藤悠葵～」                                                   | |
| 2016年7月14日  | #91 「熊本を笑顔に 元カープ選手の郷土愛」                                                    | |
| 2016年7月21日  | #92 「日本に全てを懸けたサムライ助っ人」                                                     | 福井謙二(元フジテレビアナウンサー)                                                                                    |
| 2016年7月28日  | #93 「今からでも間に合う！鯉のベタばなシアター『津田恒美』」                                 | 藤田憲右(トータルテンボス)                                                                                            |
| 2016年8月 4日  | #94 「野村祐輔 18歳の夏の記憶」                                                              | 藤田憲右(トータルテンボス)                                                                                            |
| 2016年8月25日  | #95 「母校巡り⑤ 梵英心と三次高校」                                                           | 桝本壮志 |
| 2016年9月 1日  | #96 「野間峻祥 赤き『走攻守心』」                                                            | 西田篤史 |
| 2016年9月 8日  | #97 「1996を糧に生きる男たち」                                                               | 西田篤史 |
| 2016年9月15日  | #98 「"裏切り者"と呼ばれた左腕の深きカープ愛」                                               | ハリー杉山 |
| 2016年9月22日  | #99 「鯉を愛し愛される男 エルドレッドの広島愛」                                              | ハリー杉山 |
| 2016年9月29日  | #100 「栄光のV回顧録」                                                                       | 公開収録 |
| 2016年10月 6日 | #101 「栄光のV回顧録 Part.2」                                                                | 公開収録 |
| 2016年10月13日 | #102 「最強の助っ人と鯉戦士の『和』」                                                        | 秋野暢子 |
| 2016年10月27日 | #103 「ミスターに焦がれたある鯉の流転人生」                                                  | 麻生夏子 |
| 2016年11月 3日 | #104 「だから私は球場へ行く ～70歳女性応援団員～」                                           | 麻生夏子 |
| 2016年11月10日 | #105 「涙の原稿 緒方と記者16年ドラマ」#                                                      | ボールボーイ佐竹 |
| 2016年12月15日 | 「カープが優勝した25のキーワード」                                                           | 「HOMEぽるフェス」公開収録                                                                                            |
| 2017年1月12日  | #106 「母校巡り⑥ 鯉戦士と広陵高校 前編」                                                     | 桝本壮志 |
| 2017年1月19日  | #107 「母校巡り⑥ 鯉戦士と広陵高校 後編」                                                     | 桝本壮志 |
| 2017年1月26日  | #108 「プロ野球史に眠る悲運の鯉」                                                            | 加藤明日美 |
| 2017年2月 2日  | #109 「選手を40年間見守り続ける「日南の母」」                                                | 加藤明日美 |
| 2017年2月 9日  | #110 「鯉たちの思い出の場所へ ～廣瀬純 前編～」                                              | |
| 2017年2月16日  | #111 「鯉たちの思い出の場所へ ～廣瀬純 後編～」                                              | |
| 2017年2月23日  | #112 「響け鯉の歌 『僕らのカープ』誕生秘話」                                                 | 西脇彩華(9nine) |
| 2017年3月 2日  | #113 「特別編・母校巡り⑦ 鈴木誠也と二松學舎高校」                                            | 桝本壮志 |
| 2017年3月 9日  | #114 「特別編・母校巡り⑦ 鈴木誠也と二松學舎高校 後編」                                       | 桝本壮志 |
| 2017年3月16日  | #115 「鯉と関西ファンの赤き日々」                                                            | 浅田真由 |
| 2017年3月23日  | #116 「鯉たちの思い出の場所へ ～中東直己～」                                                 | |
| 2017年3月30日  | #117 「開幕SP あなたに見せたかったV7 前編」                                                  | 緒方かな子 |
| 2017年4月 6日  | #118 「開幕SP あなたに見せたかったV7 後編」                                                  | 緒方かな子 |
| 2017年4月13日  | #119 「地球50周分 名ドライバーの引退の先にあった秘話」                                       | 松本裕見子 |
| 2017年4月20日  | #120 「新井を見守っていたコーチのもう1つの赤き心」                                           | 和田まあや |
| 2017年4月27日  | #121 「ここで男上げろ 背番号49第二章へ」                                                     | 中元日芽香 |
| 2017年5月 4日  | #122 新企画「いいからちょっと鯉 ～金石昭人～」                                               | |
| 2017年5月11日  | #123 「特別編・新たに生まれる264ページの鯉の話」                                             | |
| 2017年5月18日  | #124 「ブルペン捕手から監督になった鯉」                                                      | 花岡なつみ |
| 2017年5月25日  | #125 「魔球に野球人生を懸けた投手」                                                          | 花岡なつみ |
| 2017年6月 1日  | #126 「難病からカープへ 小早川毅彦の赤き人生」                                               | 公開収録 |
| 2017年6月 8日  | #127 「特別編・母校巡り⑧ 丸佳浩と千葉経済大学附属」                                          | 桝本壮志 |
| 2017年6月15日  | #128 「奇跡の初優勝の裏にあったもう一つの奇跡」魔球に野球人生を懸けた投手                    | 公開収録、スピードワゴン・小沢一敬、加藤明日美                                                                        |
| 2017年6月22日  | #129 「チームの為に 小窪哲也のキャプテン人生」                                               | 公開収録、スピードワゴン・小沢一敬、加藤明日美                                                                        |
| 2017年6月29日  | #130 「叱られ続けた鯉の第二の人生」                                                          | 今村美月・甲斐心愛(STU48)                                                                                             |
| 2017年7月 6日  | #131 「今村猛 その胸に秘めたチーム愛」                                                       | 瀧野由美子・矢野帆夏(STU48)                                                                                           |
| 2017年7月13日  | #132 「特別編・母校巡り⑨ 田中広輔と東海大相模」                                              | 桝本壮志 |
| 2017年8月 3日  | #133 「高信二 あの夏、あの一球」                                                             | 東ちづる |
| 2017年8月10日  | #134 「真珠湾攻撃を経験したスター選手」                                                      | 東ちづる |
| 2017年8月17日  | #135 「特別編 小説が紡ぐ鯉の話に眠る秘話」                                                   | |
| 2017年8月24日  | #136 「鯉のベタばなシアター なぜそもそも"カープ"になったのか？」                             | 中島尚樹 |
| 2017年8月31日  | #137 「特別編 鯉が歩んだあの場所は今」                                                       | |
| 2017年9月 7日  | #138 「日本一を目指すチームにいる 日本一のスカウト」                                         | 朝山正悟・坂田央(広島ドラゴンフライズ)                                                                                |
| 2017年9月14日  | #139 「恩師が語る九里亜蓮との絆」                                                            | 上田まりえ |
| 2017年9月21日  | #140 「特別編・母校巡り⑩ 會澤翼と水戸啓明高校」                                              | 桝本壮志 |
| 2017年9月28日  | #141 「日本シリーズ男と呼ばれた山根和夫」                                                    | 上田まりえ |
| 2017年10月 5日 | #142 「岩本貴裕伝説 第2章へ」                                                                | 公開収録 |
| 2017年10月12日 | #143 「伝説のエース 外木場義郎の剛速球人生」                                                 | 公開収録 |
| 2017年10月19日 | #144 「特別編・母校巡り⑪ 堂林翔太と中京大中京」                                              | 桝本壮志 |
| 2017年10月26日 | #145 「特別編・母校巡り⑪ 磯村嘉孝と中京大中京」                                              | 桝本壮志 |
| 2017年11月 2日 | #146 「上田と古葉 名将と呼ばれた二人の鯉」                                                   | 渡辺弘基(カープOB) |
| 2017年11月 9日 | 特別編「10月28日開催『HOMEぽるフェス』公開収録」                                             | 鈴木将光(カープOB)、津田大毅、ロザン宇治原史規、ザ・ギース尾関高文、ボールボーイ佐竹祐一、HIPPY、ラフレクラン西村真二 |
| 2017年11月16日 | 「時を越えたオールスターファン投票(第3位)」                                                  | 公開収録 ボールボーイ佐竹                                                                                             |
| 2017年11月23日 | 「時を越えたオールスターファン投票(第2位)」                                                  | 公開収録 ボールボーイ佐竹                                                                                             |
| 2017年11月30日 | 「時を越えたオールスターファン投票(第1位)」                                                  | 公開収録 ボールボーイ佐竹                                                                                             |

### ゴールデンタイム 時代
| 放送日         | 放送回 | ゲスト |
| -------------- | --- | --- |
| 2018年4月9日   | 「新井貴浩ストーリー」 「カープ創世期に実施した初の海外遠征」                                                                           | 谷原章介、西田尚美 |
| 2018年5月28日  | 鉄人衣笠を偲ぶ特別版 「鉄人誕生前夜 衣笠を社会人に変えた男たち」 「浩二と衣笠 初優勝が生んだチーム愛」 「最強の助っ人と鯉戦士の『和』」 | デーモン閣下、島谷ひとみ |
| 2018年6月11日  | 「三村敏之と緒方孝市 赤き遺伝子」 「同級生が駆け抜けた赤き日々」                                                                        | 徳井義実(チュートリアル)、小越勇輝、今井優子 |
| 2018年8月6日   | 「西川龍馬 父と歩んだ天才の原点」 「被爆者から憧れのカープ選手になった市民」                                                            | 緒方かな子、ボールボーイ佐竹、STU48矢野帆夏 |
| 2018年9月10日  | 「今こそ紡ごう 新井貴浩」 「不屈の挑戦 岡田と母のある約束」                                                                             | ＜新井の回＞ 谷原章介、西田尚美 ＜岡田の回＞ 東ちづる、風見しんご、=LOVE山本杏奈 |
| 2018年10月15日 | 「大瀬良大地と父 絆の日々」 「増える!カープを愛する外国人」                                                                             | ＜大瀬良の回＞ 緒方かな子、ボールボーイ佐竹佑一、今井啓介(カープOB)、鈴木将光(カープOB)、AKB チーム8 広島県代表・奥本陽菜 ＜カープを愛する外国人の回＞ 東ちづる、風見しんご、=LOVE山本杏奈   |
| 2019年5月27日  | 「長野久義と妻が歩んだ84日間の移籍劇の裏側」 「増える!カープを愛する外国人」第2弾                                                       | ＜長野の回 VTRゲスト＞下平さやか（テレビ朝日アナウンサー） ＜公開収録ゲスト＞江草仁貴(カープOB)、鈴木将光(カープOB)、ゴッホ向井ブルー(カープ芸人)、奥本陽菜(AKB48チーム8)、瀧野由美子(STU48) |
| 2019年6月10日  | 「坂倉将吾と家族の絆ドラマ」 「ポツンとカープファン」                                                                                   | 木村昇吾(カープOB)、齊藤悠葵(カープOB)、ザ・ギース尾関高文(カープ芸人)、ゴッホ向井ブルー(カープ芸人)、加藤明日美                                                                             |
| 2019年8月5日   | 「あの1球から717日 床田寛樹が歩んだ復活の軌跡」 「カープを愛する外国人 第3弾」                                                          | 北別府学(カープOB)、ボールボーイ佐竹佑一、小野早稀、小西詠斗 |
| 2019年9月9日   | 「アドゥワ誠を作り上げた3つの絆」 「ポツンとカープファン 第2弾」                                                                        | 江草仁貴(カープOB)、ザ・ギース尾関高文(カープ芸人)、西脇彩華(ちゃあぽん)、山本杏奈(=LOVE) |
| 2020年2月11日  | 広島ホームテレビ開局50周年 特別編 「飛躍の2年目 小園海斗 知られざる青春時代と赤い絆」 「鯉のはなシアター 6年の秘蔵映像集」              | 公開生中継収録会場：梵英心(カープOB)、島谷ひとみ、甲斐心愛(STU48)、ボールボーイ佐竹 カープ日南キャンプ速報(電話生中継出演)：吉弘翔アナウンサー(広島ホームテレビ)                             |
| 2021年2月10日  | 「大盛穂 不屈の魂」 | 代打司会：榮真樹(広島ホームテレビアナウンサー) ボールボーイ佐竹、甲斐心愛(STU48) |
| 2021年3月10日  | 「期待の2年目・宇草孔基 挫折と成長」 「鯉戦士を作り上げた父との絆」（大瀬良/床田/西川）                                                 | 代打司会：榮真樹(広島ホームテレビアナウンサー) ボールボーイ佐竹、甲斐心愛(STU48) |

## 提供
- お好み焼 鉄板焼 ちんちくりん

## スタッフ
- ナレーション：井村尚嗣 → 井村尚嗣・小嶋沙耶香（広島ホームテレビアナウンサー） → 井村尚嗣・冨田奈央子（広島ホームテレビアナウンサー）
- 構成：桝本壮志、桜井智宏
- 撮影：内屋敷一博、長崎太資、山崎猛、赤羅賢時、清水達也、船津雅敏、五島真之介、脇川能忠、穂井田一宏、中垣順一、大西優輔、藤本益乃介
- 編集：田中実生
- VE：鈴木卓也
- 照明：植松満
- MA：米元得善、竹腰美菜香
- リサーチ：清永敏裕
- オープニング：泉尾祥子
- CG：西村裕美
- 編成：石川健朗 → 河野高峰
- Web制作：襟立大貴・斎藤彩 → 襟立大貴・安村遼太郎・斎藤彩
- 広報：牧之内薫 → 牧之内薫・松本圭恵
- 撮影協力：ブロードメディア・スタジオ
- ディレクター：岩崎博史、杉本拓也、井村尚嗣
- プロデューサー：奥村大樹
- 制作総括：清水順子 → 小田明子
- 制作協力：EZMホームテレビ映像、asovo、TRUST NETWORK、テレビ朝日映像、p.bird
- 制作著作：広島ホームテレビ

## ネット局
- 千葉テレビ放送で2015年5月16日[8]から2017年9月30日[9]まで土曜に放送されていた。

## 関連番組
- 鯉ばな通信 (2018年1月25日 - 3月22日、毎週木曜0:50 - 1:55) ナレーション：吉弘翔
- 鯉ばな通信&今週のよなよな (2018年4月3日 - 、毎週火曜0:15 - 0:20) ナレーション：吉弘翔

## 公開収録
MC：桝本壮志
| 開催日                 | タイトル                                                               | 会場                                       | 登壇ゲスト |
| ---------------------- | ---------------------------------------------------------------------- | ------------------------------------------ | --- |
| 2015年11月14日         | HOMEぽるフェス2015 EDION presents 第1回紅白カープソング歌合戦          | 基町クレド                                 | 紅組キャプテン：ボールボーイ佐竹佑一、白組キャプテン：中島尚樹                                                        |
| 2016年11月26日         | 会えるテレビ ぽるフェス2016 「鯉のはなシアター」公開収録               | クレドホール                               | ギース尾関高文、ロザン宇治原史規、ラフレクラン西村真二、向井ゴッホブルー                                              |
| 2017年10月28日         | 会えるテレビ ぽるフェス2017 「鯉のはなシアター」公開収録               | パセーラ1F ふれあい広場                    | 鈴木将光(カープOB)、津田大毅、ロザン宇治原史規、ザ・ギース尾関高文、ボールボーイ佐竹佑一、ラフレクラン西村真二、HIPPY |
| 2017年11月11日         | あのエピソードが再びスクリーンに!「鯉のはなシアター」公開収録&サイン会 | 広島市東区文化センター スタジオ1(小ホール) | ボールボーイ佐竹 |
| 2018年7月14日予定 中止 | 「鯉のはなシアター」ゴールデン進出後 初の公開収録開催                  | アステールプラザ 中ホール                  | 緒方かな子、ボールボーイ佐竹佑一、STU48矢野帆夏、木村昇吾(カープOB)                                                   |
| 2018年9月22日          | 鯉のはなシアター ゴールデン公開収録                                    | 広島市東区民文化センター ホール            | 緒方かな子、ボールボーイ佐竹佑一、今井啓介(カープOB)、鈴木将光(カープOB)、AKB チーム8 広島県代表・奥本陽菜            |
| 2020年2月11日          | 広島ホームテレビ開局50周年 鯉のはなシアター 公開生放送                 | 広島駅南口地下広場                         | 梵英心(カープOB)、島谷ひとみ、甲斐心愛(STU48)、ボールボーイ佐竹                                                       |

## DVD
- 鯉のはなシアター（2014年9月17日）[11]
- 鯉のはなシアター Vol.2 -広島東洋カープにまつわる珠玉のエピソード集-（2015年4月24日）
- 鯉のはなシアター Vol.3 -広島東洋カープにまつわる珠玉のエピソード集-（2016年1月22日）

## 書籍
- 小説『鯉のはなシアター』桝本壮志（2017年5月20日、ザメディアジョン） ISBN 978-4862504913

発売記念トークライブ
| 開催日        | タイトル                                                                | 会場                                                                | 出演                                                                  |
| ------------- | ----------------------------------------------------------------------- | ------------------------------------------------------------------- | --------------------------------------------------------------------- |
| 2017年5月13日 | 小説「鯉のはなシアター」発売記念 書店イベント                           | 廣文館 広島駅ビル店（会場：ASSE4階「ASSE ホール」イベントスペース） | 鈴木将光(元カープ選手) 桝本壮志(著者・「鯉のはなシアター」支配人)     |
| 2017年5月27日 | 広島ホームテレビPresents 小説『鯉のはなシアター 』発売記念!トークライブ | 広島 エディオン蔦屋家電3Fイベントスペース                           | 桝本壮志(著者・「鯉のはなシアター」支配人) 吉弘翔（HOMEアナウンサー） |

## 映画

### 鯉のはなシアター
『鯉のはなシアター』は、広島市オールロケで撮影された日本映画。2018年4月21日、第10回沖縄国際映画祭で初上映。2018年9月7日広島先行公開（イオンシネマ広島、イオンシネマ広島西風新都）。また、鑑賞券の売り上げの一部が「平成30年7月豪雨災害 被災者支援」義援金として寄付される。2018年9月24日、広島国際映画祭2018“ヒロシマ平和映画賞”を受賞。

#### ストーリー
奥崎愛実は夢破れ故郷・広島に戻ってきた。祖父は長年続いてきた映画館を閉館しようとしていた。そこに謎の男・徳澤がやってきた。「この映画館にはまだまだ出来ることがあるんじゃないですか？」「こんな鯉の話があります」と、カープの知られざる過去の物語を語り始めた。この街にはカープを巡る様々な想いがあった。カープは戦後の広島の希望だった。そして、その想いは今も続いている・・・。

#### キャスト
- 徳井義実：徳澤
- 矢作穂香：奥崎愛実
- 小越勇輝
- 高尾六平
- 八嶋智人
- 松本裕見子
- 尾関高文
- 石本竜介
- 小沢一敬
- 緒方かな子
- 那波隆史
- 末武太
- 東ちづる

- 渡辺弘基（特別出演）
- 木下富雄（特別出演）
- 北別府学（特別出演）
- さいねい龍二
- 佐竹佑一
- 西田篤史
- 緒方佑奈
- 柿辰丸
- 奥野てっぺい
- あらきあきゆき
- HIPPY
- 竜児・松本貴明（藩飛礼）
- 青野光臣
- 大義サトシ
- 深海哲哉
- 足袋井直弘（のら犬）
- 井上素行
- 三上雄大
- 池浦さだ夢
- 西村慎太郎
- 前田多美
- 金子勝典
- AYAYA
- メンデル・ヨンカース
- 木村道太
- ダビット・シラ
- 榮真樹（広島ホームテレビアナウンサー）
- 大重麻衣（広島ホームテレビアナウンサー）

#### スタッフ
- 原作：桝本壮志　小説『鯉のはなシアター』(ザメディアジョン)
- 脚本：時川英之、北川亜矢子
- 音楽：佐藤礼央、田村智之
- 歌：野々村彩乃
- ラインプロデューサー：塚村悦郎
- 撮影：Ivan Kovac
- 照明：村地英樹
- 録音：清水良樹
- 美術：部谷京子
- スタイリスト：石原徳子
- ヘアメイク：岡本将明
- エグゼクティブ・プロデューサー：水本章
- 製作：泉正隆
- プロデューサー：奥村大樹　坂本直彦
- 制作：広島ホームテレビ、よしもとクリエイティブ・エージェンシー
- 制作協力：タイムリバーピクチャーズ
- 製作：2018「鯉のはなシアター～広島カープの珠玉秘話を映像化したシネドラマ」製作委員会
- 監督・脚本・編集：時川英之

#### 配信
- 野々村彩乃「それ行けカープ 〜若き鯉たち〜」（2018年9月）[16][17]

#### グッズ
- ピジョン座エコバッグ

#### 備考
- 2017年11月30日放送の『鯉のはなシアター』（広島ホームテレビ）で支配人桝本壮志より小説『鯉のはなシアター』の映像化決定が発表された。
- 2018年3月1日から3月10日まで撮影[14]。
- 2018年3月2日、HOME Jステーション（広島ホームテレビ）で撮影の様子が放送された[18]。
- 2018年4月21日、『Aランチ』（RBC琉球放送）に時川英之監督が生放送出演し当日18時10分からよしもと沖縄花月で上映の長編企画『鯉のはなシアター』を告知[19]。
- 2018年4月21日、第10回沖縄国際映画祭 上映会場のよしもと沖縄花月で徳井義実、矢作穂香、時川英之監督が舞台挨拶[14][19][20]。
- 2018年4月22日、時川英之監督、矢作穂香が約150メートルの那覇国際通りレッドカーペットを歩いた。矢作穂香は広島東洋カープカラーである赤いワンピース姿で臨み、時川監督はカープのベースボールキャップを被り歩いた[20][21]。
- 2018年7月8日2:00 - 2:53、広島ホームテレビでテレビ初放送（CM除くと正味43分弱ほどのバージョン）。
- 2018年8月17日、試写会が開催された。
- 2018年9月7日、広島先行公開（イオンシネマ広島、イオンシネマ広島西風新都）。
- 2018年9月8日、広島での初の舞台挨拶[22]。主演・矢作穂香が広島東洋カープカラーである赤いドレス姿で登壇。
- 2018年10月20日、イオンシネマ広島で行われたエディオン presents「鯉のはなシアター」特別上映会に主演・徳井義実(チュートリアル)が登壇し東京での上映決定を発表。
- 2018年11月24日、広島国際映画祭2018 NTTクレドホール第一会場で、ヒロシマ平和映画賞の授賞式が行われ時川英之監督、徳井義実が登壇[23]。
- 2018年12月8日、東京のシネ・リーブル池袋、イオンシネマ多摩センター、ユナイテッド・シネマ アクアシティお台場の3館で上映開始[24][25][26]。
- 2019年2月放送の『鯉ばな通信』（広島ホームテレビ）によると、全国観客動員数が1万人突破。

舞台挨拶
| 開催日         | 会場                                    | 回                    | 登壇 |
| -------------- | --------------------------------------- | --------------------- | --- |
| 2018年9月8日   | イオンシネマ広島                        | 9:20回                | 時川英之監督、桝本壮志(原作者)、渡辺弘基(カープOB)、松本裕見子、石本竜介、末武太、ボールボーイ佐竹佑一、廣瀬隼也(広島ホームテレビアナウンサー) |
| 2018年9月8日   | イオンシネマ広島                        | 11:50回               | 矢作穂香、時川英之監督、桝本壮志(原作者）、渡辺弘基(カープOB）、石本竜介、末武太、ボールボーイ佐竹佑一、廣瀬隼也(広島ホームテレビアナウンサー) |
| 2018年9月8日   | イオンシネマ広島西風新都                | 11:20回および13:50回  | 矢作穂香、時川英之監督、桝本壮志(原作者)、高尾六平、木下富雄(カープOB)、北別府学(カープOB)、廣瀬隼也(広島ホームテレビアナウンサー)             |
| 2018年9月11日  | イオンシネマ広島                        | 15:10回               | 時川英之監督、八嶋智人 |
| 2018年9月16日  | イオンシネマ広島                        | 9:30回 19:25回        | 時川英之監督、HIPPY 時川英之監督、足袋井直弘(のら犬)                                                                                           |
| 2018年9月17日  | イオンシネマ広島                        | 9:30回 19:25回        | ザ・ギース尾関高文、大重麻衣(広島ホームテレビアナウンサー) ザ・ギース尾関高文、ボールボーイ佐竹                                                |
| 2018年9月23日  | イオンシネマ広島                        | 9:45回および19:30回   | 時川英之監督、桝本壮志(原作者) |
| 2018年9月24日  | イオンシネマ広島                        | 9:45の回および19:30回 | 時川英之監督、小越勇輝 |
| 2018年9月24日  | イオンシネマ広島西風新都                | 10:40回               | 時川英之監督、小越勇輝 |
| 2018年9月26日  | イオンシネマ広島                        | 9:45回および13:25回   | 小越勇輝、ザ・ギース尾関高文 |
| 2018年10月6日  | 福山駅前シネマモード                    | 15:30回               | 時川英之監督、横山雄二 |
| 2018年10月7日  | 福山駅前シネマモード                    | 10:20回               | 時川英之監督、竜児(藩飛礼) |
| 2018年10月8日  | イオンシネマ広島                        | 8:45回                | 松本裕見子、榮真樹(広島ホームテレビアナウンサー)                                                                                               |
| 2018年10月8日  | イオンシネマ広島西風新都                | 10:50回               | 松本裕見子、榮真樹(広島ホームテレビアナウンサー)                                                                                               |
| 2018年10月8日  | イオンシネマ広島                        | 14:00回               | あらきあきゆき、ボールボーイ佐竹佑一 |
| 2018年10月14日 | イオンシネマ広島西風新都                | 11:20回               | 中島尚樹、HIPPY |
| 2018年10月14日 | イオンシネマ広島                        | 14:45回               | 深海哲哉、HIPPY |
| 2018年10月20日 | イオンシネマ広島                        |                       | エディオン presents「鯉のはなシアター」特別上映会 徳井義実(チュートリアル)、桝本壮志(原作者)                                                   |
| 2018年10月20日 | イオンシネマ広島                        | 14:50回               | 中島尚樹、末武太 |
| 2018年10月21日 | 福山駅前シネマモード                    | 15:00回               | 時川英之監督、藩飛礼(竜児、松本貴明) |
| 2018年10月21日 | イオンシネマ広島                        | 14:50回               | 中島尚樹、ボールボーイ佐竹佑一、吉田一貴 |
| 2018年10月27日 | イオンシネマ広島                        | 12:00回               | 時川英之監督、さいねい龍二 |
| 2018年10月28日 | イオンシネマ広島                        | 12:00回               | 時川英之監督、河村貴之(カープジャズ) |
| 2018年11月4日  | イオンシネマ広島西風新都                | 9:20回                | 時川英之監督 |
| 2018年11月10日 | イオンシネマ広島                        | 15:25回               | 河村貴之(カープジャズ)、大重麻衣(広島ホームテレビアナウンサー)                                                                                 |
| 2018年11月11日 | イオンシネマ広島                        | 15:25回               | ボールボーイ佐竹佑一、ゴッホ向井ブルー |
| 2018年11月17日 | 海峡映画祭（下関） シーモールシアター1  | 10:15回               | 時川英之監督、野々村彩乃 |
| 2018年11月24日 | 広島国際映画祭 NTTクレドホール          | 13:00回               | 時川英之監督、徳井義実(チュートリアル)、野々村彩乃                                                                                             |
| 2018年12月1日  | イオンシネマ広島西風新都                | 19:30回               | 時川英之監督 |
| 2018年12月8日  | シネ・リーブル池袋                      | 10:00回               | 時川英之監督、桝本壮志(原作者) 、徳井義実(チュートリアル)、矢作穂香、小越祐樹、北別府学(カープOB)                                              |
| 2018年12月8日  | イオンシネマ多摩センター                | 13:20回               | 時川英之監督、桝本壮志(原作者) 、徳井義実(チュートリアル)、矢作穂香、小越祐樹、北別府学(カープOB)                                              |
| 2018年12月8日  | ユナイテッド・シネマ アクアシティお台場 | 16:30回               | 桝本壮志(原作者) 、徳井義実(チュートリアル)、北別府学(カープOB)                                                                                |
| 2018年12月9日  | シネ・リーブル池袋                      | 12:50回               | 時川英之監督、東ちづる、小越祐樹、那波隆史、緒方佑奈                                                                                           |
| 2018年12月15日 | シネ・リーブル池袋                      | 9:00回                | ザ・ギース尾関、野々村彩乃、ラフレクラン西村                                                                                                   |
| 2018年12月15日 | シネマ尾道                              | 11:20回 17:20回       | 時川英之監督 |
| 2018年12月16日 | シネマ尾道                              | 11:20回               | 時川英之監督、松本裕見子 |
| 2018年12月16日 | シネマ尾道                              | 17:20回               | 奥村大樹プロデューサー、藩飛礼(竜児、松本貴明)                                                                                                 |
| 2019年1月19日  | 別府ブルーバード劇場                    | 18:30回               | 時川英之監督、佐藤礼央（音楽担当） |
| 2019年1月20日  | 別府ブルーバード劇場                    | 11:00回               | 時川英之監督、佐藤礼央（音楽担当） |
| 2019年1月26日  | シネ・リーブル梅田                      | 14:55回               | 徳井義実(チュートリアル)、緒方かな子(広島東洋カープ緒方監督夫人)                                                                               |
| 2019年1月27日  | 呉 ポポロシアター                       | 17:00回               | 時川英之監督、ボールボーイ佐竹佑一 |
| 2019年2月2日   | シネ・リーブル梅田                      | 13:55回               | 小越勇輝 |
| 2019年2月2日   | 呉 ポポロシアター                       | 17:00回               | 西田篤史、松本裕見子 |
| 2019年2月3日   | 呉 ポポロシアター                       | 17:00回               | 時川英之監督、足袋井直弘(のら犬) |
| 2019年2月9日   | 呉 ポポロシアター                       | 17:30回               | 時川英之監督、大重麻衣(広島ホームテレビアナウンサー)                                                                                           |
| 2019年2月9日   | 油津yotten                              | 14:15回               | 北別府学(カープOB)、西田篤史 |
| 2019年2月9日   | 油津yotten                              | 17:00回               | ザ・ギース尾関高文、吉弘翔(広島ホームテレビアナウンサー)                                                                                       |
| 2019年2月10日  | 油津yotten                              | 17:00回               | 木下富雄(カープOB)、ボールボーイ佐竹佑一 |
| 2019年2月11日  | 油津yotten                              | 14:30回               | 木下富雄(カープOB)、ザ・ギース尾関高文 |
| 2019年2月16日  | 沖縄 ミハマ7プレックス                  | 14:50回               | 北別府学(カープOB)、ゴッホ向井ブルー |
| 2019年2月23日  | 呉 ポポロシアター                       | 17:30回               | 藩飛礼(竜児、松本貴明) |
| 2019年3月2日   | 109シネマズ広島                         | 16:30回               | 木下富雄(カープOB)、ゴッホ向井ブルー(カープ芸人)、大重麻衣(広島ホームテレビアナウンサー)                                                       |
| 2019年3月3日   | 109シネマズ広島                         | 16:05回               | ボールボーイ佐竹(カープ芸人)、ゴッホ向井ブルー(カープ芸人)                                                                                     |
| 2019年4月8日   | 横川シネマ                              | 19:00回               | 時川英之監督、高尾六平、石本竜介、末武太、さいねい龍二、柿辰丸、奥野てっぺい、青野光臣、大義サトシ、深海哲哉、キムラミチタ                     |
| 2019年4月9日   | 横川シネマ                              | 19:00回               | 時川英之監督、藩飛礼 |
| 2019年4月11日  | 横川シネマ                              | 19:00回               | 時川英之監督、榮真樹(広島ホームテレビアナウンサー) 、大重麻衣(広島ホームテレビアナウンサー)、さいねい龍二                                      |
| 2019年4月12日  | 横川シネマ                              | 19:00回               | あらきあきゆき、ボールボーイ佐竹 |
| 2019年4月13日  | 横川シネマ                              | 19:00回               | 西田篤史 、松本裕見子 |
| 2019年4月14日  | 横川シネマ                              | 19:00回               | ゴッホ向井ブルー、河村貴之(カープジャズ) |
| 2019年4月17日  | 横川シネマ                              | 10:20回               | 時川英之監督 |
| 2019年4月19日  | 横川シネマ                              | 10:20回               | 時川英之監督 |
| 2019年4月20日  | 横川シネマ                              | 10:20回               | 深海哲哉 |
| 2019年4月21日  | 横川シネマ                              | 10:20回               | 時川英之監督 |
| 2019年5月18日  | 109シネマズ木場                         | 13:45回               | 北別府学(カープOB)、桝本壮志(原作者)、尾関高文(ザ・ギース)                                                                                     |
| 2019年6月8日   | 京都シネマ                              | 20:20回               | 池浦さだ夢(男肉 du Soleil)、石田剛太、酒井善史、土佐和成(ヨーロッパ企画)                                                                       |
| 2019年8月22日  | 大分シネマ5                             | 20:40回               | 時川英之監督 |
| 2019年9月7日   | ユナイテッド・シネマ福岡ももち          | 13:30回               | 北別府学(カープOB)、コンバット満 |